# Békés vármegyei 4. sz. országgyűlési egyéni választókerület
A Békés vármegyei 4. sz. országgyűlési egyéni választókerület egyike annak a 106 választókerületnek, amelyre a 2011. évi CCIII. törvény Magyarország területét felosztja, és amelyben a választópolgárok egy-egy országgyűlési képviselőt választhatnak. A választókerület nevének szabványos rövidítése: Békés 04. OEVK. Székhelye: Orosháza

## Területe
A választókerület az alábbi településeket foglalja magába:
1. Almáskamarás
2. Battonya
3. Békéssámson
4. Csanádapáca
5. Dombegyház
6. Dombiratos
7. Gádoros
8. Kardoskút
9. Kaszaper
10. Kevermes
11. Kisdombegyház
12. Kunágota
13. Lőkösháza
14. Magyarbánhegyes
15. Magyardombegyház
16. Medgyesegyháza
17. Medgyesbodzás
18. Mezőhegyes
19. Mezőkovácsháza
20. Nagybánhegyes
21. Nagykamarás
22. Nagyszénás
23. Orosháza
24. Pusztaföldvár
25. Pusztaottlaka
26. Tótkomlós
27. Végegyháza

## Országgyűlési képviselője
| Név            | Párt                                         | Párt        | Terminus    | Megjegyzés                                   |
| -------------- | -------------------------------------------- | ----------- | ----------- | -------------------------------------------- |
| Simonka György |                                              | Fidesz-KDNP | 2014 – 2022 | A 2014-es országgyűlési választás eredménye: |
| Simonka György | A 2018-as országgyűlési választás eredménye: | Fidesz-KDNP | 2014 – 2022 |                                              |
| Erdős Norbert  |                                              | Fidesz-KDNP | 2022 –      | A 2022-es országgyűlési választás eredménye: |

## Demográfiai profilja
| Iskolai végzettség                | Iskolai végzettség               | Iskolai végzettség | Iskolai végzettség | Iskolai végzettség |
| --------------------------------- | -------------------------------- | ------------------ | ------------------ | ------------------ |
|                                   |                                  |                    |                    | fő                 |
| Általános iskolát nem végezte el  | Általános iskolát nem végezte el |                    | 1700               | 1700               |
| Általános iskola                  | Általános iskola                 |                    | 16617              | 16617              |
| Szakmunkás                        | Szakmunkás                       |                    | 19500              | 19500              |
| Érettségi                         | Érettségi                        |                    | 21027              | 21027              |
| Diploma                           | Diploma                          |                    | 8496               | 8496               |
| A 2022. évi népszámlálás szerint. |                                  |                    |                    |                    |

A Békés vármegyei 4. sz. választókerület lakónépessége 2022. október 1-jén 80 242 fő volt. A 2011-es és a 2022-es népszámlálás között 13 615 fővel csökkent a választókerület lakosság száma. A választókerületben a korösszetétel alapján a legtöbben a középkorúak élnek 29 021 fővel, míg a legkevesebben az időskorúak 12 902 fővel. A választókerület lakosságának a 78,1%-nál van internet elérési lehetőség.
A legmagasabb befejezett iskolai végzettség szerint az érettségi végzettséggel rendelkezők élnek a legtöbben 21 027 fő, utánuk a következő nagy csoport a szakmunkások 19 500 fővel.
Gazdasági aktivitás szerint a lakosság közel fele foglalkoztatott 36 438 fő, második legjelentősebb csoport az inaktív keresők, akik főleg nyugdíjasok 23 255 fővel.
A választókerület legjelentősebb nemzetiségi csoportja a román 1199 fő, illetve a szlovák 973 fő. Magyar állampolgársággal nem rendelkező külföldi állampolgárok aránya 1%.
Vallási összetétel szerint a választókerületben lakók legnagyobb vallása a római katolikus (14 341 fő), valamint jelentős közösség még az evangélikusok (5047 fő). A vallási közösséghez nem tartozók száma szintén jelentős (16 472 fő), a választókerületben a legnagyobb csoportot alkotják.

## Országgyűlési választások
| Párt                             |           | Jelölt        | Szavazatok | %     | ± %   |
| -------------------------------- | --------- | ------------- | ---------- | ----- | ----- |
| Fidesz-KDNP                      |           | Erdős Norbert | 22 379     | 49.82 | 6.67  |
| Egységben Magyarországért        |           | Szabó Ervin   | 17 821     | 39.67 | 13.42 |
| Mi Hazánk                        |           | Schultz Gábor | 2631       | 5.86  | Új    |
| MKKP                             |           | Bódai Dávid   | 915        | 2.04  | Új    |
| Független                        |           | Boros Csaba   | 619        | 1.38  | Új    |
| Normális Párt                    |           | Havasi Gyula  | 214        | 0.48  | Új    |
| MEMO                             |           | Szabó György  | 200        | 0.45  | Új    |
| Munkáspárt-ISZOMM                |           | Gál Ferenc    | 144        | 0.32  | 0.41  |
| Megjelent                        | Megjelent | Megjelent     | 45 750     | 63.95 | 5.11  |
| A Fidesz-KDNP tartja a körzetet. |           |               |            |       |       |

| Párt                             | Párt                   | Jelölt                 | Szavazatok | %     | ± %   |
| -------------------------------- | ---------------------- | ---------------------- | ---------- | ----- | ----- |
|                                  | Fidesz-KDNP            | Simonka György         | 21 312     | 43,15 | 2,24  |
|                                  | Jobbik                 | Szabó Ervin            | 19 510     | 39,5  | 16,79 |
|                                  | MSZP-Párbeszéd         | Füvesi Sándor          | 5107       | 10,34 | 13,1  |
|                                  | LMP                    | Németh Sándor          | 1081       | 2,19  | 1,06  |
|                                  | Együtt                 | Bod Tamás              | 542        | 1,1   | 22,34 |
|                                  | Momentum               | Sebők Éva              | 526        | 1,06  | Új    |
|                                  | Munkáspárt             | Gál Ferenc             | 361        | 0,73  | 0,7   |
|                                  | Egyéb pártok           |                        | 956        | 1,5   | 2,16  |
| Megjelent                        | Megjelent              | Megjelent              | 50 184     | 66,56 | 7,29  |
| Választópolgárok száma           | Választópolgárok száma | Választópolgárok száma | 75 391     | 100   | 4,17  |
| A Fidesz-KDNP tartja a körzetet. |                        |                        |            |       |       |

| Párt                                | Párt                   | Jelölt                 | Szavazatok | %     |
| ----------------------------------- | ---------------------- | ---------------------- | ---------- | ----- |
|                                     | Fidesz-KDNP            | Simonka György         | 20 789     | 45,39 |
|                                     | Összefogás             | Varga Zoltán           | 10 738     | 23,44 |
|                                     | Jobbik                 | Jámbor Nándor          | 10 403     | 22,71 |
|                                     | LMP                    | Nagy Gábor             | 1487       | 3,25  |
|                                     | Munkáspárt             | Gál Ferenc             | 657        | 1,43  |
|                                     | Szociáldemokraták      | Faragó Attila          | 51         | 0,11  |
|                                     | Egyéb pártok           |                        | 1680       | 3,66  |
| Megjelent                           | Megjelent              | Megjelent              | 46 547     | 59,27 |
| Választópolgárok száma              | Választópolgárok száma | Választópolgárok száma | 78 536     | 100   |
| A Fidesz-KDNP nyeri meg a körzetet. |                        |                        |            |       |

## Ellenzéki előválasztás – 2021
| Frakció                           |                 | Jelölő szervezetek         | Jelölt          | Szavazatok | %     |
| --------------------------------- | --------------- | -------------------------- | --------------- | ---------- | ----- |
| Jobbik                            |                 | Jobbik, DK, LMP, ÚVNP, MMM | Szabó Ervin     | 3696       | 62.55 |
| MSZP                              |                 | MSZP, Párbeszéd            | Szelényi Zoltán | 2213       | 37.45 |
| Összes szavazat                   | Összes szavazat | Összes szavazat            | Összes szavazat | 5909       |       |
| Szabó Ervin nyeri meg a körzetet. |                 |                            |                 |            |       |